# Heinrich Jürgensen (Architekt)
Heinrich Jürgensen (* 16. März 1871 in Schleswig, Deutsches Kaiserreich; † 1. September 1953 in Lillehammer, Norwegen) war ein deutscher Architekt, der hauptsächlich in Norwegen tätig war.

## Leben

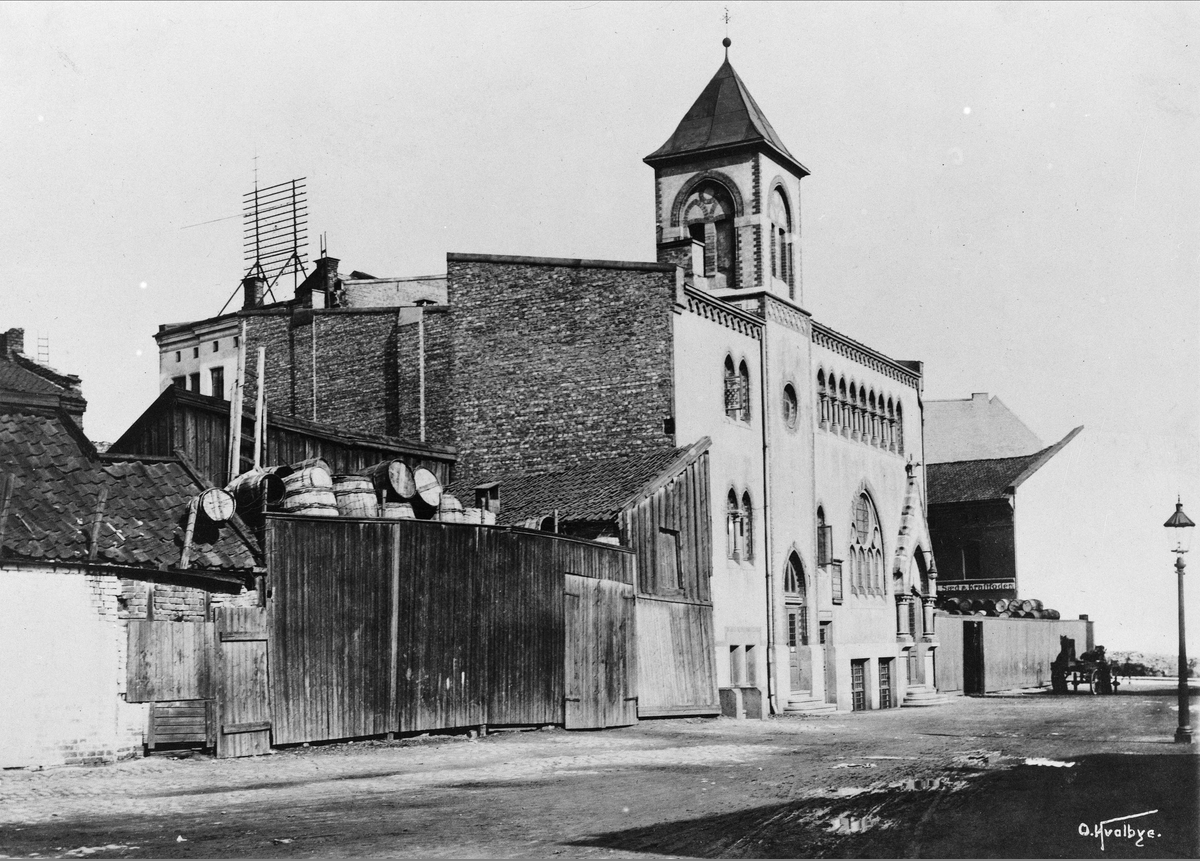
Die Vaterland småkirke gebaut um 1899.

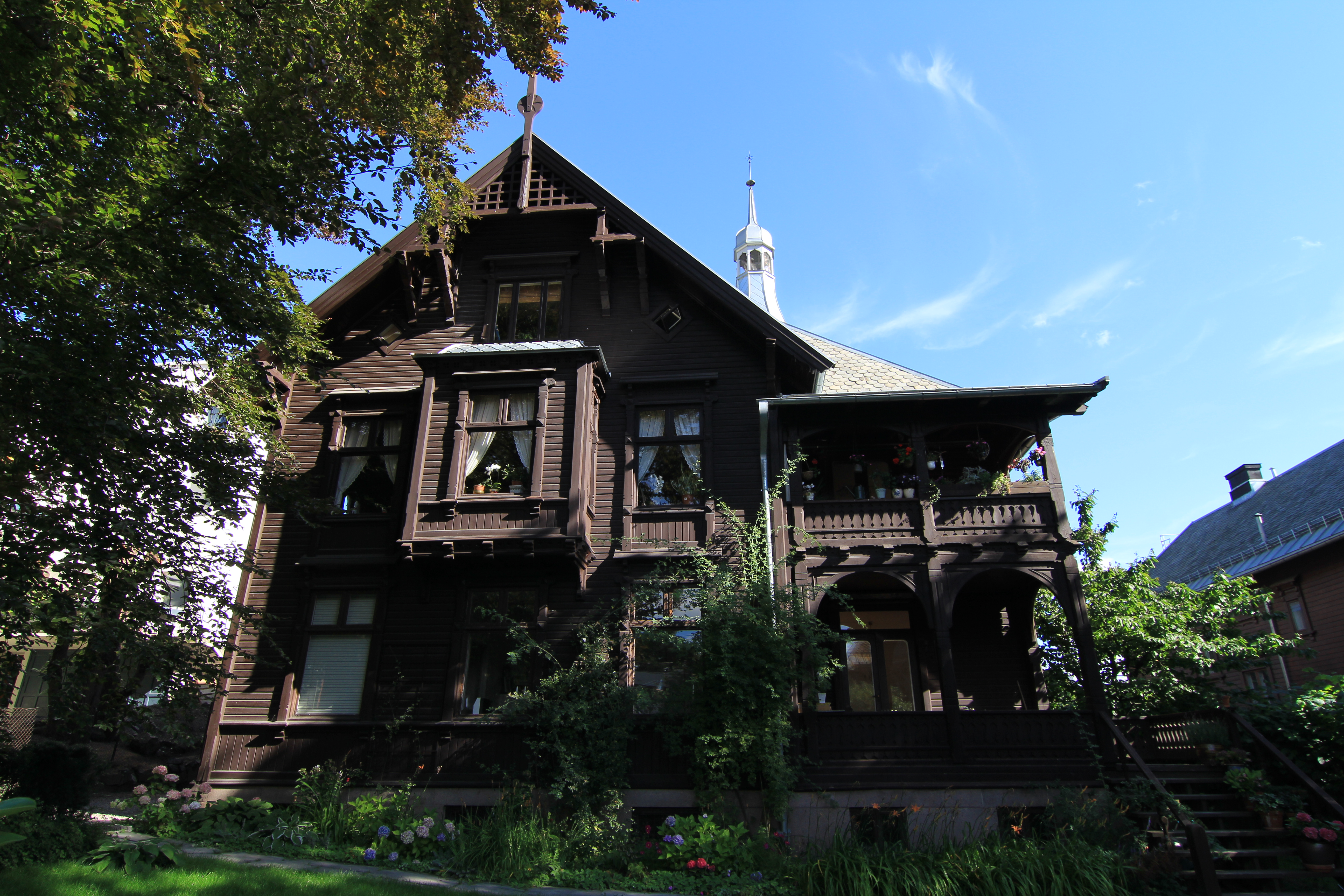
Villa im Schweizerstil an der Krusesgate 5B, Oslo.

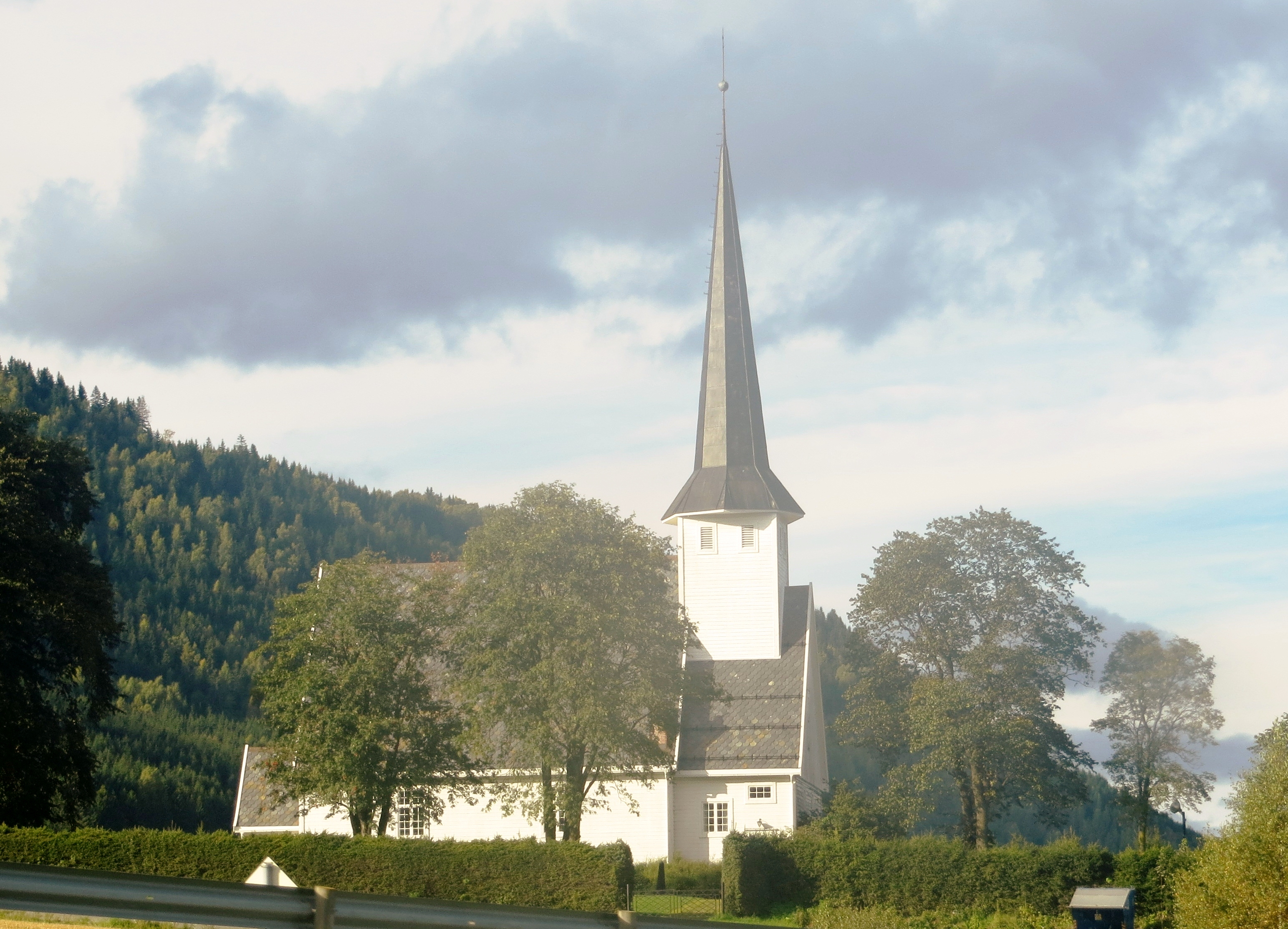
Vingrom kirke (Vingrom-Kirche) in Lillehammer.

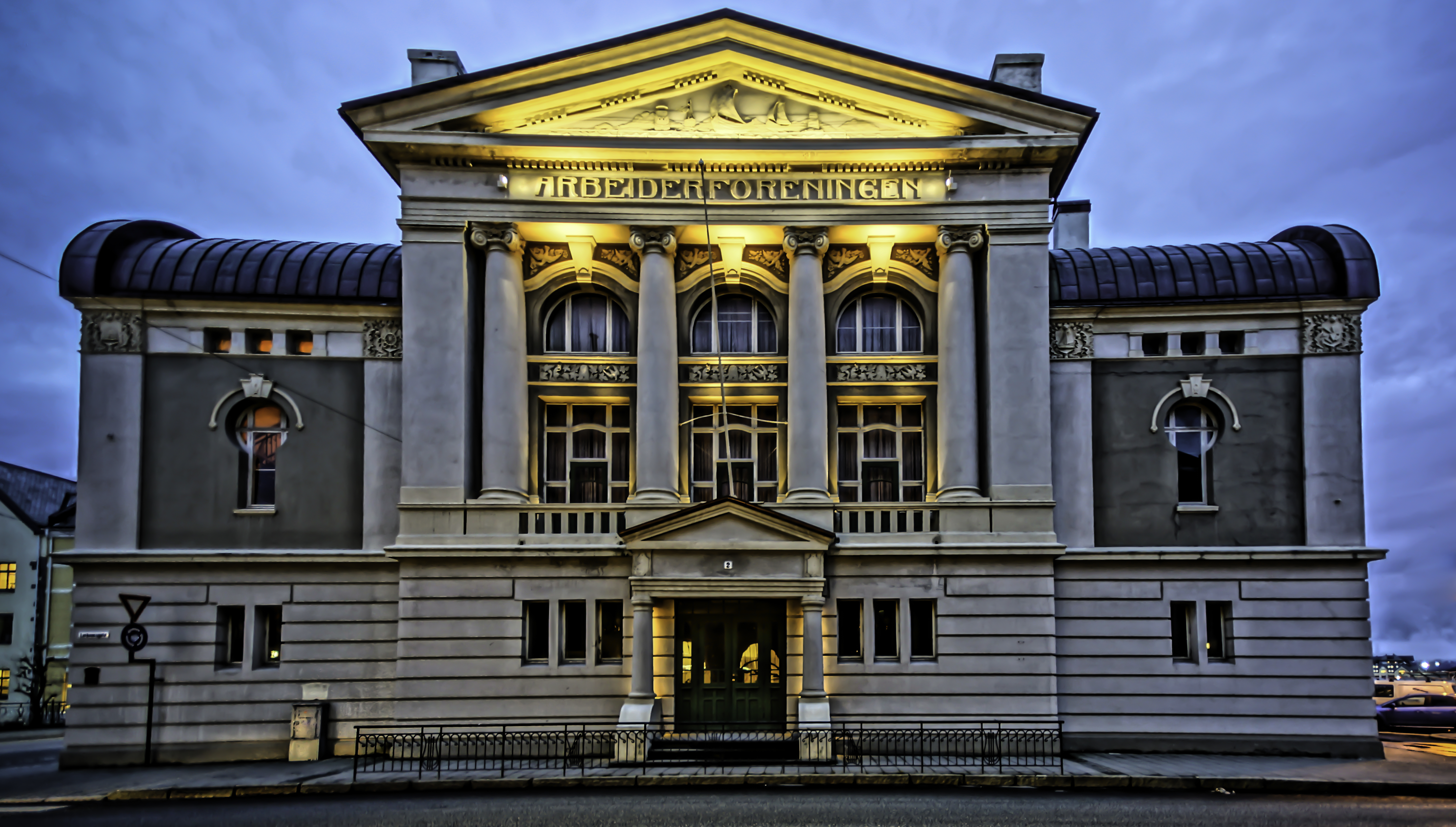
Arbeideren, Lorchenesgata 2 in Ålesund.

Jürgensen wuchs als Sohn des Zimmermeisters Jacob Heinrich Jürgensen in Schleswig auf. Bereits in seiner Jugend ging Jürgensen nach Kristiania in Norwegen, dem heutigen Oslo, wo er von 1888 bis 1890 an der Den kongelige tegneskole (Königliche Zeichenschule) studierte. Anschließend war er von 1890 bis 1892 Assistent des norwegischen Architekten Henrik Nissen. In dieser Zeit entwarf er 1890 sein erstes Gebäude, die Villa Fagerhøi an der Alvheimveien 6. 
Um seine Fachkenntnisse auszubauen und weiter zu studieren, ging Jürgensen zurück nach Deutschland an die Königliche Technische Hochschule Berlin, wo er von 1892 bis 1893 Architektur studierte. Er hörte in dieser Zeit bei Professor Johannes Vollmer in Berlin und wirkte auch bei Vollmers Planungen und Bauvorhaben mit, unter anderem an der ersten Kaiser-Friedrich-Gedächtniskirche. Nach seiner Studienzeit war er von 1894 bis 1895 am Stadtbauamt Dortmund tätig.
Danach kehrte Jürgensen nach Norwegen zurück, wo er 1895 in Kristiania (Oslo) ein Architekturbüro gründete. Einen seiner ersten Aufträge hatte er von 1895 bis 1896 für Planungen zum Bau eines Wohnhauses an der Niels Juels gate 42 im Osler Stadtteil Frogner, das er im Neobarock mit Jugendstilelementen errichtete. Jürgensen baute 1897 zusammen mit dem Architekten Bredo Greve das Gebäude der Norges Brannkasse (mittlerweile abgerissen). Des Weiteren baute Jürgensen 1897 eine Villa an der Kruses gate 5b im Schweizerstil, 1898 ein Fabrikgebäude an der Tøyengaten und 1900 ein Landgut im Stil Neorenaissance an der Skippergaten 14. 
Jürgensen baute um die Jahrhundertwende etliche Kirchengebäude in Norwegen. Zu seinen bekanntesten Kirchen, gehörte 1899 die Borge kirke, 1899 die Vaterland småkirke (Vaterland-Kirche, 1959 abgerissen) und 1899 zusammen mit dem Architekten Holger Sinding-Larsen die Vålerengen kirke.
Nach dem großen Brand in der norwegischen Stadt Ålesund in der Nacht zum 23. Januar 1904, wo durch ein Feuer fast die komplette Innenstadt zerstört wurde, ließ sich Jürgensen dort nieder, um beim Wiederaufbau tätig zu werden. Dort konzipierte mehrere neue Gebäude, meist im Jugendstil, wie das Haus der Arbeitervereinigung (Arbeiderforeningen) Lorchenesgata 2. Einige seiner Bauten führte er dort zusammen mit seinem Geschäftspartner Kristen Rivertz aus.
Später zog Jürgensen wieder in die norwegische Hauptstadt, wo er mehrere Kirchen, Wohnhäuser und öffentliche Bauten errichtete. Dazu gehörten unterem 1908 die Vingrom kirke (zusammen mit Fin Wollebæk), 1910 die Tune kirke im Neogotischen Stil, 1912 das  Breiseth Hotel in Lillehammer, 1913 die Norges Bank in Lillehammer (zusammen mit Fin Wollebæk im Neobarock), 1914 die Lomen kirke als neo-romanische Kirche. Weiterhin baute er 1914 noch Wohn- und Geschäftshäuser an der Marcus Thranes gate 8-20 und Krankenhäuser in Gjøvik und in der Tettsted Hov. Für die Narvesens Kioskkompani A/S von Johan Bertrand Narvesen baute Jürgensen von 1909 bis 1911 eine ganze Reihe öffentlicher Zeitungskioske, die damals das Stadtbild in Norwegen prägten. Jürgensen restaurierte 1914 die Stabkirche Kirche Vågå in Vågåmo der Kommune Vågå, im Fylke Oppland. 1918 baute er in Oslo die Villa Haakon an der Godes vei 24 und die Villa Solstrand am Mosseveien 207. Weitere Wohn- und Geschäftshäuser baute er noch 1929 in Oslo an der Vidars gate 13 und 1931 zusammen mit Johan von Hanno an der Gabels gate 25-27.